# Sophie Calle
Pour les articles homonymes, voir Calle.
Sophie Calle, née à Paris le 9 octobre 1953, est une artiste plasticienne, photographe, femme de lettres et réalisatrice française.
Son travail d'artiste consiste à faire de sa vie, et notamment des moments les plus intimes, une œuvre. Pour ce faire, elle utilise tous les supports possibles : livres, photos, vidéos, films, performances, etc.
Elle vit et travaille à Malakoff,.

## Biographie

### Famille et enfance
Issue d'une famille d'Aigues-Vives, Sophie Calle est la fille de Monique Szyndler et de Robert Calle, cancérologue, ancien directeur de l'Institut Curie et collectionneur à l'origine du Carré d'art, le musée d'art contemporain de la ville de Nîmes.
Née à Paris, elle grandit dans le Gard : « Tous mes souvenirs d'enfance sont liés à la région : Aigues-Vives, Beauvoisin, Le Cailar, Saint-Laurent. »

### Parcours artistique

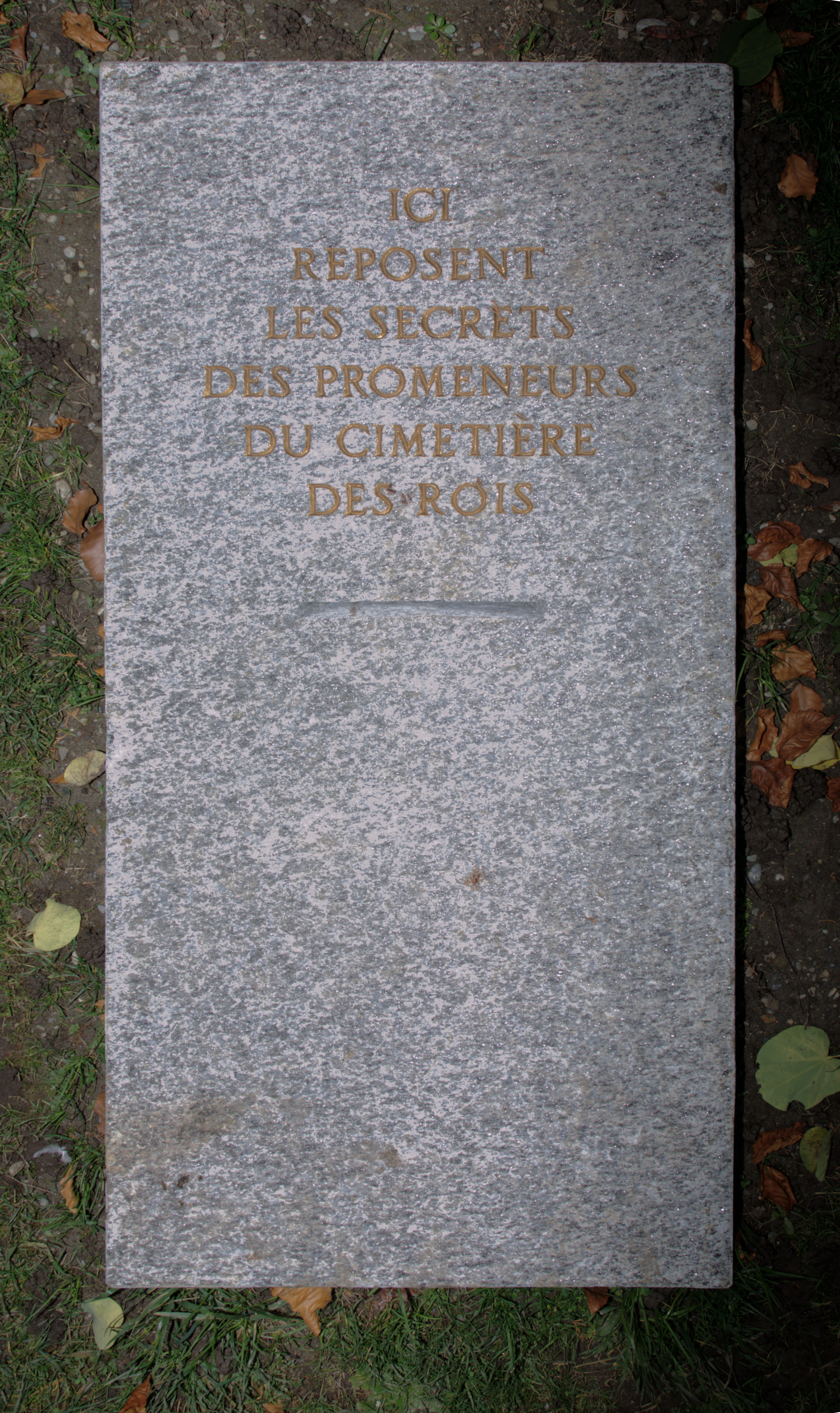
Le Tombeau des secrets, œuvre de Sophie Calle. Cimetière des Rois, Genève.

Fortement influencée par l'entourage des amis proches de son père, comme Martial Raysse, Arman ou Christian Boltanski, elle décide alors de s'orienter vers la création artistique.
Après avoir été une activiste politique « pure et dure,» — maoïsme, féminisme, Gauche prolétarienne, lutte pro-palestinienne au Sud-Liban, etc. — et avoir voyagé sept ans à travers le monde, Sophie Calle rentre à Paris. Perdue, sans projet professionnel, sans capacité précise, sans amis, elle décide de suivre des inconnus dans la rue, comme pour retrouver Paris à travers les trajets des autres. Bientôt, elle se prend au jeu, photographie, note ses déplacements, choisit un homme au hasard et décide de le suivre à Paris, puis à Venise. Plus tard, la remarque d’une amie sur la tiédeur des draps, lorsqu’elle se couche auprès d’elle, lui donne l'idée d'inviter des gens pris au hasard à venir dormir quelques heures dans son lit.

En 1979, « par jeej », Sophie Calle demande donc à différents inconnus (ou amis et entourage quand elle n'avait trouvé personne, ou encore elle-même lorsqu'un dormeur lui faisait faux-bond) de venir passer un certain nombre d'heures dans son lit afin que celui-ci soit occupé sans discontinuer huit jours durant, en acceptant d'être photographié et de répondre à quelques questions. Elle prend des clichés des dormeurs — parmi lesquels l'acteur Fabrice Luchini — et note consciencieusement les éléments importants de ces brèves rencontres : sujets de discussion, positions des dormeurs, leurs mouvements au cours de leur sommeil, le menu détaillé du petit-déjeuner qu'elle leur préparait. Ce travail, intitulé Les Dormeurs, retient l'attention du critique Bernard Lamarche-Vadel, compagnon de l'une des dormeuses, ; il l'invite à la Biennale de Paris en 1980. 

« En fait, dit Sophie Calle, c'est lui qui décida que j'étais une artiste. »

Dès lors, le travail de Sophie Calle cherche à créer des passerelles entre l'art et la vie. Sous la forme d’installations, de photographies, de récits, de vidéos et de films, l'artiste construit des situations qui, selon la formule de Christine Macel, sont « l’association d’une image et d’une narration, autour d’un jeu ou d’un rituel autobiographique, qui tente de conjurer l’angoisse de l’absence, tout en créant une relation à l’autre contrôlée par l’artiste. »
Le 13 décembre 2023, dans l'émission La grande librairie, elle dit avoir été influencée par l'œuvre de Georges Perec, notamment La Vie mode d'emploi.

### Malakoff
En 1981, elle s'installe à Malakoff, dans une usine désaffectée qu'elle partage avec les plasticiens Christian Boltanski et Annette Messager.
Ses photographies et ses comptes rendus écrits, empruntant le style descriptif du reportage ou de l'inventaire, attestent la réalité des situations qu'elle crée : femme de chambre dans un hôtel, strip-teaseuse dans une fête foraine, poursuite d'un homme à Venise, etc. Souvent fondées sur des règles et des contraintes, ses œuvres interrogent la limite poreuse entre sphère publique et sphère privée et le caractère interchangeable des positions du voyeur et de l'exhibitionniste. Son œuvre Le Divorce, qui suscite une polémique en 1995 est une illustration.
Elle se caractérise par un esprit provocateur. Elle choisit par exemple de présenter une exposition photographique pour laquelle elle n'avait pas pris elle-même une seule photo : elle avait rémunéré une agence de détectives privés pour la prendre en filature et la prendre en photo à son insu. Ce sont ces photos d'elle qu'elle exposa.
Les travaux de Sophie Calle sont aussi caractérisés par la mise en scène de l'artiste elle-même. Sophie Calle utilise la plupart du temps les récits d'histoires qu'elle a vécues (Histoires vraies).
Une commande d'œuvre in situ qu'une banque lui avait faite aboutit après quinze années de projets, de recherches et de tentatives vaines à un ouvrage racontant son échec : En finir (en partie pour que toutes ces années et tout ce temps passé n'aboutissent justement pas à « rien », et donc pour éviter un échec total). En effet, Sophie Calle avoue n'avoir su comment utiliser les images de vidéosurveillance du distributeur automatique pour créer une œuvre typique de son art, et cela en grande partie parce qu'il ne s'agissait pas de matière extraite à sa propre vie, à son propre quotidien. Elle « en finit » donc avec ce projet en utilisant sa manière personnelle d'aborder les images, en montrant une grande partie sans avoir agi dessus. Dans ce livre, elle raconte son cheminement, ses tentatives, ses fausses routes, l'aide qu'elle a pu demander à Jean Baudrillard ou même à sa banquière…
On retrouve systématiquement ce rapport explicatif entre les textes et les photographies de Sophie Calle, qu'elle raconte l'histoire, la démarche qui en est à l'origine ou même les conséquences qui ont suivi cette photo.
Enfin, Sophie Calle laisse une place importante au spectateur puisqu'il est récurrent dans ses œuvres qu'il puisse avoir accès à son intimité (Journaux intimes, Évaluation psychologique) ou bien qu'elle le fasse participer activement dans la création (Fantômes).
Un autre thème important que Sophie Calle traite est l'absence (Last Seen, Fantômes, Les Aveugles). Elle a travaillé ce thème avec un vrai fait divers. Une jeune femme, Bénédicte, a disparu mystérieusement, elle était agent d'accueil à Beaubourg et aussi photographe et appréciait beaucoup son travail. Des amis lui envoient des coupures de presse de cette disparition. Sophie Calle attend un an puis se met sur sa trace, rencontre fortuitement sa mère, etc. Elle expose finalement à Beaubourg ses propres photos mêlées à celles de la disparue.
Aux éditions Actes Sud, Sophie Calle a publié de nombreux livres. Le Centre Georges-Pompidou lui a consacré une exposition intitulée M'as-tu vue en 2004. Réalisatrice du film No Sex Last Night,, elle expose régulièrement son travail dans des galeries d'art contemporain.
À l'occasion de l'inauguration de la ligne 3 du tramway d'Île-de-France, en décembre 2006, elle imagine l'une des neuf œuvres commandées pour en accompagner le tracé (aux côtés d'Angela Bulloch, Christian Boltanski, Peter Kogler, Claude Lévêque). Cette œuvre, intitulée Le Téléphone, est une cabine téléphonique sculptée en forme de fleur par l'architecte Frank Gehry, n'ayant pas d'autre fonction que de recevoir ses appels : elle s'est en effet engagée à appeler cette cabine plusieurs fois par semaine pour parler avec le passant qui voudra bien décrocher.
Elle représente la France à la Biennale de Venise du 10 juin au 21 novembre 2007 avec deux œuvres : Prenez soin de vous, une lettre de rupture reçue par Sophie Calle et lue par 107 femmes ; et Pas pu saisir la mort, une vidéo réalisée au moment du décès de sa mère ayant correspondu à son invitation à représenter la France à la biennale. Le chanteur Cali a écrit la chanson Sophie Calle no 108 de son album L'Espoir en référence à son œuvre Prenez soin de vous.

### Le Cailar
Elle a également vécu au Cailar, dans un appartement prêté par son ami Jean Lafont au mas des Hourtès. Elle y reste jusqu'à la mort du manadier en 2017.
En 2014, pour la fête votive du village, qu'elle dit n'avoir « jamais ratée », elle monte avec Stephan Eicher un groupe éphémère, les Roulettes polymères.

### Prix
- 2010 : lauréate du prix international de la Fondation Hasselblad[24]
- 2024 : lauréate du Praemium Imperiale[25]

### Décoration
- 24 septembre 2012 : Commandeure de l'ordre des Arts et des Lettres[26]

## Œuvres et expositions (sélection)
- Filatures parisiennes (1978/1979) : Sophie Calle (SC) suit des inconnus dans la rue, note leurs déplacements et les photographie à leur insu « pour le plaisir de les suivre et non parce qu'ils m'intéressaient » et écrit le récit quotidien de ces filatures.
- Suite Vénitienne (1980) : un inconnu que SC suivait dans les rues de Paris lui est un jour présenté. Apprenant qu'il partait en voyage à Venise, elle décide alors de le suivre à nouveau à son insu. Photographies et récit descriptif.
- Le Bronx (1980) : la galerie Fashion Moda propose à SC un projet en rapport avec le quartier. SC demande à des inconnus de l'emmener dans les endroits du quartier qu'ils aiment ou qui ont une forte signification pour eux. Elle photographie et retranscrit les récits de ces inconnus sur ces lieux. La veille de l'exposition un « collaborateur inattendu », comme elle le nomme, entre par effraction et recouvre la galerie de graffitis. L'exposition est présentée ainsi.
- L'Hôtel (février 1981) : après avoir obtenu une place de femme de chambre dans un hôtel vénitien, au bout d'une année de démarches, pour un remplacement de trois semaines, SC photographie les traces du passage (lits pas encore faits, serviettes laissées dans la salle de bains, poubelles pas encore vidées, etc.) des clients et leurs effets.
- La Filature (avril 1981) : SC demande à sa mère d'embaucher un détective privé et de lui demander de suivre sa fille. Elle expose ensuite le travail du détective : photos d'elle et descriptif de ses allées et venues. Elle met en parallèle le récit de ses journées qu'elle a écrit quotidiennement.
- Le Carnet d'adresses (1983) : ayant trouvé un carnet d'adresses en pleine rue, SC a rencontré une à une les personnes dont le nom est mentionné sur le carnet afin de brosser le portrait du propriétaire de ce carnet. Les rencontres successives ont été publiées en feuilleton dans le quotidien Libération, mais l'exposition prévue n'a pu avoir lieu, le propriétaire du carnet n'ayant pas donné son accord.
- Anatoli (1984) : SC prend le Transsibérien de Moscou à Vladivostok en octobre 1984. Elle partage son compartiment avec un Russe prénommé Anatoli. Ne parlant pas la même langue, ils se comprennent peu mais au terme du voyage elle connaît l'essentiel de sa vie. Elle écrit le récit de cette rencontre qu'elle assortit de photographies.
- Les Anges (1984) : SC en voyage à Los Angeles pour réaliser un travail in situ durant les Jeux olympiques, demande à des habitants : « Puisque Los Angeles est littéralement la ville des anges, où sont les anges ? ». Photographies et réponses de ces habitants.
- Les Aveugles (1986) : SC rencontre des aveugles de naissance. Elle leur demande quelle est pour eux l'image de la beauté.
- Fantômes (juin 1989) : SC profite de l'absence du tableau de Pierre Bonnard Nu dans le bain, prêté par le musée d'art moderne de la ville de Paris, pour demander aux personnes rencontrées (employés du musée et visiteurs) de décrire ce tableau. En octobre 1991, elle répète l'expérience au MOMA de New York, avec cinq tableaux de René Magritte, Amedeo Modigliani, Giorgio De Chirico, Edward Hopper et Georges Seurat.
- La Couleur aveugle (1991) : SC demande à des aveugles ce qu'ils perçoivent et confronte leurs descriptions à des textes d'Yves Klein, Gerhard Richter, Piero Manzoni sur le monochrome.
- Last seen (1991) : SC a photographié l'absence d'objets de leur emplacement d'origine dans un musée où des œuvres ont été volées.
- No sex last night en collaboration avec Greg Shephard (1992) : après un an de vie commune, la relation entre SC et G. Shephard se dégrade. Ils ne se parlent plus. Elle veut traverser les États-Unis, et pour entraîner son ami dans ce périple, lui vient l'idée de lui proposer de faire un film. Une seule condition : chacun dispose de sa propre caméra à qui ils doivent confier toutes leurs frustrations durant le voyage. Au bout du voyage, ils se marient.
- Le Rituel d'anniversaire (1980-1993) : chaque année pour son anniversaire, le jour exact si possible, SC organise une fête d'anniversaire où elle invite un nombre de convives équivalent au nombre de ses années, avec, à chaque fois, un inconnu invité par l'un des convives. Pour chaque anniversaire, elle a constitué une vitrine contenant les cadeaux offerts (ce ne sont pas les vrais cadeaux qui y sont utilisés). Sur chaque vitrine est inscrit le descriptif des cadeaux offerts. Ce rituel est présenté et développé dans le récit L'Invité mystère de Grégoire Bouillier.
- Gotham Handbook en collaboration avec Paul Auster (1994) : cet ouvrage mêlant témoignages, photographies de l'artiste, récits de rencontres et d'expériences est le résultat d'un « contrat […] comprenant différentes clauses imposées à Mademoiselle Calle », passé entre SC et P. Auster. Ce dernier avait écrit le roman Léviathan (éditions Actes Sud) dans lequel il avait été autorisé par SC à « mêler la réalité et la fiction ». SC : « Il s'est en effet servi de certains épisodes de ma vie pour créer, entre les pages 84 et 93 de son récit, un personnage de fiction nommé Maria, qui ensuite me quitte pour vivre sa propre histoire. » SC a inversé le procédé en tentant de ressembler au personnage de Maria suivant les « instructions personnelles » que P. Auster lui envoie. Ainsi Régime Chromatique où SC compose, photographie et consomme plusieurs menus ne comprenant qu'une seule couleur chacun, aliments et couverts. Ou encore Des journées entières sous le signe du B, du C, du W, où SC passe des journées sous ces différents signes.
- L'Érouv de Jérusalem (1996) : SC demande à des habitants de Jérusalem, israéliens et palestiniens, de l'emmener dans des lieux publics, ayant à leurs yeux, un caractère privé. (En rapport avec la loi juive qui dicte de rester chez soi durant le Shabbat. Mais les mœurs ayant évolué, la création de l'érouv, un fil tendu entre des pylônes, délimite un cadre privé pour obéir à cette règle tout en ayant la possibilité de sortir de chez soi.)
- Appointement with Sigmund Freud (1998) : invitée à exposer dans la maison qu'occupait Sigmund Freud avant sa mort, SC introduit dans cet intérieur des objets qui ont une signification sentimentale pour elle et dont elle s'est servi pour ses récits autobiographiques.
- Dans Vingt ans après (2001) : Emmanuel Perrotin, ami de SC, croyant lui faire plaisir, commande une filature pour fêter « l'anniversaire » de cette expérience. Au début réticente, elle accepte finalement et se prête au jeu. Elle tient un journal de ses activités durant cette filature.
- Chambre avec vue (nuit du 5 au 6 octobre 2002, installation dans le cadre de la Nuit blanche organisée par la ville de Paris) : SC s'est fait installer une chambre au quatrième étage de la tour Eiffel. Allongée dans un lit, elle y invite qui veut, à tour de rôle, à venir lui raconter des histoires pour la tenir en éveil jusqu'au matin.
- Voyage en Californie (2003) avec la collaboration de Josh Greene : en juin 1999, un jeune californien écrit à SC pour lui demander la permission de venir chez elle se remettre d'un chagrin d'amour en occupant son lit. Favorable à cette expérience mais craignant de ne pas apprécier cet homme qu'elle ne connaît pas et n'osant le congédier, SC lui envoie son lit ainsi que des draps dans lesquels elle a dormi. Quelques mois après, une fois son chagrin apaisé, le jeune lui retourne le lit et les draps.
- Histoires vraies (1988-2003) : de très courts récits racontant chacun une période, un événement, un changement de sa vie qu'elle illustre d'une photographie où elle se met en scène.
- Évaluation psychologique sur une idée de Damien Hirst (2003) : le soir de leur première rencontre, à Glasgow en 1989, SC demande à D. Hirst de lui écrire une lettre d'amour. Elle reçoit cinq pages « enflammées alors qu'ils se connaissent à peine ». Un an plus tard, D. Hirst lui demande sa participation pour un entretien pour un catalogue d'exposition. Comme elle n'est pas disponible, SC lui propose alors d'inventer les questions qu'elle aurait pu lui poser. Cet entretien imaginé est publié. Douze ans plus tard, la situation inverse se présente  et SC demande à D. Hirst de tenir le rôle du questionneur pour le catalogue de son exposition au Centre Pompidou. Il lui envoie un questionnaire psychologique à remplir par elle et des membres de sa famille. L'analyse par des psychiatres de ces questionnaires est publiée.
- M'as-tu vue, exposition au Centre Pompidou, 2004[27]
- Prenez soin de vous (2007) : ayant reçu un courriel de rupture, SC invite 107 femmes, plus ou moins connues du grand public, mais ayant une notoriété dans leur domaine (avocate, correctrice, danseuse, psychiatre, sportive olympique, exégète rabbinique, etc.), à faire un commentaire « professionnel » de ce courriel. Cette exposition a été présentée lors de la Biennale de Venise en 2007[28]
- En novembre 2008, elle participe à l'exposition Système C, un festival de la coïncidence organisée par les Stéréotypes Associés à Mains d'œuvres.
- Rachel, Monique (2010) : exposition, dans les sous-sols du Palais de Tokyo, en hommage à sa mère morte.
- Rachel, Monique (du 07 au 28 juillet 2012) : exposition programmée dans le cadre du Festival d'Avignon 2012 à l'Église des Célestins. Pour apporter de la nouveauté à cette exposition créée à Paris en 2010, Sophie Calle décide de lire les journaux intimes que sa mère lui a légués sans lui dire ce qu'elle devait en faire. Ainsi, dans une alcôve on peut voir Sophie Calle (si l'on a de la chance car elle n'est présente que quelques heures par jour et de façon impromptue) en train de chuchoter les 20 années de journaux intimes de sa mère. Seule contrainte qu'elle s'est imposée : finir l'intégralité de la lecture avant la fin du festival[29].
- Où pourriez-vous m’emmener et Migrants (du 11 septembre au 26 octobre 2014) : carte blanche proposée par le Bal et Vinci Autoroutes[30] à Alain Bublex, Antoine d'Agata, Stéphane Couturier, Julien Magre et Sophie Calle, autour de l'idée du voyage. Ainsi, pendant une nuit, Sophie Calle s'est installée dans la cabine 7 du péage de Saint-Arnoult. Elle a demandé aux voyageurs où ils allaient, et si elle estimait avoir voyagé grâce à eux, elle leur offrait le péage.
- Pour la dernière et pour la première fois (du 5 février au 10 mai 2015) au musée d'art contemporain de Montréal. L’exposition comprend deux projets récents de SC. Le premier est La Dernière Image (2010), illustré par des photographies expliquées par des textes: « Je suis allée à Istanbul. J’ai rencontré des aveugles qui, pour la plupart, avaient subitement perdu la vue. Je leur ai demandé de me décrire ce qu’ils avaient vu pour la dernière fois. » Le second est Voir la mer (2011), documenté par des films numériques : « À Istanbul, une ville entourée par la mer, j’ai rencontré des gens qui  ne l’avaient jamais vue. J’ai filmé leur première fois. »[31]
- Beau doublé, Monsieur le Marquis ! exposition au musée de la chasse et de la nature du 10 octobre 2017 au 11 février 2018. Exposition de pièces couvrant plusieurs décennies de création et d’œuvres spécialement conçues pour l'occasion venant dialoguer avec les collections du musée. En particulier, Sophie Calle établit un parallèle entre son expérience intime de poursuite amoureuse et la chasse et entre sa relation affective avec ses proches et le monde animal.
- Cinq, exposition d'œuvres de Sophie Calle dans plusieurs lieux de Marseille du 26 janvier 2019 au 22 avril 2019[32].
- À toi de faire ma mignonne, musée Picasso, Paris. Sophie Calle célèbre à sa manière les 50 ans de la mort de Pablo Picasso, en investissant la totalité des quatre étages de l’hôtel Salé avec une proposition d’exposition inédite[33].

## Publications
- L'hôtel, Paris, L'Etoile, coll. « Photographie », 1984, 107 p. (ISBN 978-2-86642-015-4)
- A suivre, Paris, Musée d'Art Moderne, 2000, 175 p. (ISBN 978-2-904497-11-7)[34]
- Les Fantômes, Arles, Actes Sud, coll. « Photographie », 2000, 54 p. (ISBN 978-2-7427-2802-2)
- L'Absence, Arles, Actes Sud, 2000, 54 p. (ISBN 978-2-7427-2801-5) Coffret de 3 volumes :
  - Souvenirs de Berlin-Est
  - Les Fantômes
  - Les Disparitions
- Sophie Calle et le Leviathan, Arles, Actes Sud, coll. « Ecrits sur l'image », 2001 (ISBN 978-2-7427-0958-8)
- Les Dormeurs, Arles, Actes Sud, coll. « Photographie », 2001, 300 p. (ISBN 978-2-7427-3038-4)
- L'Erouv de Jérusalem, Arles, Actes Sud, coll. « Photographie », 2002, 60 p. (ISBN 978-2-7427-3766-6)
- Des histoires vraies + dix, Arles, Actes Sud, 2002, 79 p. (ISBN 978-2-7427-3682-9)
- Doubles-jeux, Arles, Actes Sud, coll. « Peinture, BD », 2002, 147 p. (ISBN 978-2-7427-1863-4) Coffret de 7 volumes :
  - De l'obéissance, livre I
  - Le Rituel d'anniversaire, livre II
  - Les Panoplies, livre III
  - À suivre… Livre IV
  - L'Hôtel, Livre V
  - Le Carnet d'adresses, livre VI
  - Gotham Handbook, livre VII, avec Paul Auster
- M'as-tu vue ?, Paris, Éditions du Centre Pompidou/Éditions Xavier Barral, 2003, 444 p. (ISBN 978-2-84426-220-2)[35]
- Douleur exquise, Arles, Actes Sud, coll. « Photographie », 2003, 264 p. (ISBN 978-2-7427-4513-5)
- En finir, Arles, avec Fabio Balducci, Actes Sud, coll. « Peinture, BD », 2005, 106 p. (ISBN 978-2-7427-5177-8)
- Prenez soin de vous, Arles, Actes Sud, coll. « Peinture, BD », 2007, 450 p. (ISBN 978-2-7427-6835-6)
- Où et quand ? : Berck, Arles, Actes Sud, coll. « Peinture, BD », 2008, 103 p. (ISBN 978-2-7427-7887-4)
- Où et quand ? : Lourdes, Arles, Actes Sud, coll. « Peinture, BD », 2009, 125 p. (ISBN 978-2-7427-8295-6)
- Où et quand ? : Nulle Part, Arles, Actes Sud, coll. « Peinture, BD », 2009
- (fr + en) Aveugles, Paris, Actes Sud, coll. « Hors collection », 2011 (ISBN 978-2330000493)
- Elle s'est appelée successivement Rachel, Monique, Szyndler, Calle, Pagliero, Gonthier, Sindler. Ma mère aimait qu'on parle d'elle., Paris, Xavier Barral, 2012, 204 p. (ISBN 978-2-915173-78-9)
- Fantômes et disparitions, Arles, Actes Sud, printemps 2013, 176 p. (ISBN 978-2-330-01613-5)
- (fr + en) Voir la mer, Arles, Actes Sud, 2013, 64 p. (ISBN 978-2-330-01616-6)
- (fr + en) TOUT, Paris, Actes Sud, coll. « Hors collection », 2015 (ISBN 978-2-330-05337-6)
- Ainsi de suite, Paris., Xavier Barral, 2016, 506 p. (ISBN 978-2-36511-046-4) Contient un entretien avec Marie Desplechin.
- (fr + en) Que faites vous de vos morts ?, Arles, Actes Sud, 2019, 272 p. (ISBN 978-2-330-11364-3) Un recueil des réponses de visiteurs du musée de la Chasse et de la Nature à la question de Sophie Calle « Que faites-vous de vos morts ? »
- Picalso, Paris, Xavier Barral, coll. « Hors collection », 2023 (ISBN 978-2365113809)